# Військово-медичний клінічний центр Південного регіону
Військово-медичний клінічний центр Південного регіону (ВМКЦ Південного регіону) — військово-медичний заклад (госпіталь) у місті Одеса, одна з провідних установ охорони здоров'я Міністерства оборони України, що обслуговує військовослужбовців військових частин Південного регіону України (Одеська, Миколаївська, Херсонська області).

## Статус
ВМКЦ Південного регіону є вагомим структурним підрозділом військової медицини, одним з найважливіших військово-медичних закладів України у загальнодержавній системі військової медицини. Є багатопрофільним клінічним, лікувально-діагностичним та науковим центром, в якому лікуються військовослужбовці, ветерани Збройних Сил України, військових формувань України та всі охочі цивільні пацієнти.
Щорічно, у ВМКЦ Південного регіону, стаціонарно лікується понад 20 тис. хворих, обслуговується понад 80 тис. амбулаторних звернень, виконується до 10 тис. оперативних втручань, проводиться майже мільйон лабораторних та понад 40 тис. рентгенологічних досліджень. ВМКЦ Південного регіону розрахований на 1100 ліжко-місць.
Девіз госпіталя — «Перш за все — життя» (лат. Primum vivere).

## Історія

### Військовий госпіталь в XVIII—XIX століттях
Датою створення госпіталю вважається 18 квітня 1797 року. Початково, новий лікувальний заклад в м. Одесі було побудовано на Військовому узвозі і він міг приймати до 500 хворих, яких обслуговували 2 військові лікарі, 7 фельдшерів і 5 ординаторів.
Вже у 1808 році, госпіталь входить до складу Військового Відомства, а з 1816 року — був прикріплений до 8-го корпусу.
20 вересня 1877 року, на Французькому бульварі в м. Одесі було завершено будівництво нового приміщення на 416 ліжок.
Одеський госпіталь активно долучався до відновлення здоров'я поранених під час війн та великих військових збройних конфліктів, як то Дунайська кампанія Кримської війни (1853—1856) та Російсько-турецька війна (1877—1878).
Історія госпіталю також пов'язана з іменами видатних медиків. Зокрема, свого часу одеський госпіталь неодноразово відвідував Микола Пирогов.

### Військовий госпіталь у XX столітті
Під час російсько-японської та Першої світової воєн, госпіталь формував та відправляв на фронти бригади сестер милосердя і здійснював лікування важкопоранених в стаціонарі.
З 1918 по 1930 роки, на території госпіталю розташовувались Вищі жіночі медичні курси.
У 1920 році, при госпіталі були засновані клініки терапії, гінекології, кардіології, отоларингології Одеського медичного інституту.
Наприкінці 1930-х років, одеський госпіталь отримав назву 411-й військовий госпіталь Одеського ВО.
Під час німецько-радянської війни, одеський госпіталь приймав поранених 9-ї, а потім Приморської армії. Пізніше, ситуація на фронтах змусила госпіталь переміститися у глибокий тил, спочатку до Нікополя, потім — до Запоріжжя, Донбасу та Самарканду в Узбекистані. Навесні 1943 року, 411-й військовий госпіталь був направлений на Воронезький (пізніше став 1-й Український) фронт. Але вже 26 червня 1944 року, госпіталь повернувся у пункт своєї постійної дислокації — м. Одесу.
30 квітня 1975 року, за досягнуті успіхи в медичному обслуговуванні військовослужбовців та у зв'язку з тридцятиріччям перемоги у німецько-радянській війні 411-й окружний військовий госпіталь було нагороджено Орденом Червоної Зірки та Грамотою Президії Верховної Ради СРСР з врученням Червоного Прапора.
В період з 1946 по 1982 роки, медичним персоналом 411-го військового госпіталю було захищено 4 докторських та 16 кандидатських робіт, а також впроваджено у практику більш ніж 200 раціоналізаторських пропозицій, більш ніж 140 нових методів діагностики та лікування хворих.
У період Афганської війни 1979—1989 років, 23 хірурги та медичних сестер госпіталю допомагали пораненим на території Афганістану. Велика кількість важкопоранених безпосередньо продовжували лікування у стаціонарі госпіталю в м. Одесі.
Протягом 1970—1990 років, в 411 одеському військовому госпіталі були збудовані нові корпуси, серед яких одноповерхова будівля КПП, трьох поверхова будівля, в якій були розміщені приймальне відділення, неврологічне, нейрохірургічне, центр крові, клініка шкірно-венерологічних хвороб та невідкладної медичної допомоги, кафедра госпітальної терапії, чотирьох поверхова будівля терапевтичного корпусу, — архітектор В.Воронін, інженери конструктори — Гуселетов М. М., Охотніченко В. М.
З 1986 року військовий госпіталь був розгорнутий до 1000 ліжок, були введені нові відділення та лабораторія інфекційної імунології.

### Роки незалежності
У 1994 році, в 411-му військовому госпіталі було відкрито ще 5 відділень та підвищено загальну кількість ліжко-місць — до 1100.
В 2000 році, наказом Міністерства охорони здоров'я України, 411-му Центральному військовому госпіталю Південного ОК було надано статус «клінічного».
1 серпня 2007 року, на підставі директиви Міністерства оборони України, 411-й військовий госпіталь став Військово-медичним клінічним центром Південного регіону (ВМКЦ Південного регіону). цей день відзначається як День частини.
У 2007 році, відповідно до "Концепції розвитку військової медицини", в м. Одесі при Військово-медичному клінічному центрі Південного регіону було сформовано 61-й мобільний військовий госпіталь (в/ч А0318).

## Діяльність під час війни на сході України
Під час війни на сході України, ВМКЦ Південного регіону першим розгорнув 61-й мобільний військовий госпіталь в районі проведення АТО неподалік с. Розівки.
З початком проведення АТО, надалі ООС, колектив ВМКЦ Південного регіону надав та продовжує постійно надавати кваліфіковану медичну допомогу пораненим та хворим військовослужбовцям зі складу Збройних Сил України та інших військових формувань.
В 2017 році, у ВМКЦ Південного регіону було введено в експлуатацію санаторне відділення на 50 ліжок, що розташоване на чорноморському узбережжі в смт Затоці. За своєю спеціалізацією, відділення призначено для військовослужбовців з бойових частин Збройних Сил України, які попередньо проходили лікування у госпіталях після бойових поранень і травм з напрямком відновлення та реабілітації (кліматотерапія, робота з психологом, а також - комплексні фізіотерапевтичні процедури).

### Військово-лікарська комісія
При ВМКЦ Південного регіону діє військово-лікарська комісія, на яку покладено повноваження експертного визначення медичної та психологічної придатності особи до проходження військової служби в мирних та воєнних умовах, а також експертне визначення втрати здоров'я внаслідок бойових дій або проходження військової служби в мирний час і встановленні відповідної групи інвалідності учаснику бойових дій, експертне визначення зв'язку смерті/загибелі військовослужбовця з вогнепальним пораненням при захисті Батьківщини. Рішення військово-лікарських комісій є підставою для отримання статусу члена родини загиблого військовослужбовця.

## Структура (до 2020 р.)
ВМКЦ Південного регіону підпорядковані:
- 61-й мобільний військовий госпіталь (м. Одеса, в/ч А0318);
- 68-й військовий госпіталь (Дніпропетровська обл., смт Черкаське, в/ч А1615);
- 385-й військовий госпіталь (м. Дніпро, в/ч А4615);
- 450-й військовий госпіталь (м. Запоріжжя, в/ч А3309);
- 1467-й військовий госпіталь (м. Миколаїв, в/ч А2428);
- 58-й військовий лазарет (Дніпропетровська обл., м. Кривий Ріг, в/ч А2773);
- 1644-й медичний склад (Миколаївська обл., с. Грушівка, в/ч А4619);
- санаторне відділення (Одеська обл., Б.-Дністровський район, смт Затока).

## Керівництво
Начальниками 411-го військового госпіталю (ВМКЦ Південного регіону) свого часу були:
- полковник м/с Мандрієвський Валентин Миколайович (1991—2000);
- полковник м/с Дахнов Сергій Леонідович (2000—2002);
- полковник м/с Кулібаба Віталій Пантелійович (2002—2005)[5];
- полковник м/с Майданюк Володимир Павлович (2005—2015)[6];
- полковник м/с Кальчук Роман Дмитрович (з 2015 р. - до т.ч.)[7].